# Xadrez nos Jogos Sul-Americanos de 2022
As competições de xadrez dos Jogos Sul-Americanos de 2022 em Assunção, Paraguai, aconteceram entre os dias 8 e 9 de outubro de 2022 no Polideportivo Urbano.

## Resumo de medalhas

### Quadro de medalhas
*   país anfitrião (PAR Paraguai)
| Pos.               | País               | Ouro | Prata | Bronze | Total |
| ------------------ | ------------------ | ---- | ----- | ------ | ----- |
| 1                  | PER Peru           | 3    | 3     | 0      | 6     |
| 2                  | PAR Paraguai       | 2    | 0     | 3      | 5     |
| 3                  | ARG Argentina      | 1    | 3     | 1      | 5     |
| 4                  | CHI Chile          | 0    | 0     | 1      | 1     |
| 4                  | COL Colômbia       | 0    | 0     | 1      | 1     |
| Total (5 entradas) | Total (5 entradas) | 6    | 6     | 6      | 18    |

### Medalhistas

#### Masculino
| Evento           | Ouro                       | Prata               | Bronze                             |
| ---------------- | -------------------------- | ------------------- | ---------------------------------- |
| Blitz masculino  | Axel Bachmann PAR Paraguai | Jorge Cori PER Peru | Pablo Salinas Herrera CHI Chile    |
| Rápido masculino | Axel Bachmann PAR Paraguai | Jorge Cori PER Peru | Federico Perez Ponsa ARG Argentina |

#### Women
| Evento          | Ouro                        | Prata                       | Bronze                       |
| --------------- | --------------------------- | --------------------------- | ---------------------------- |
| Blitz feminino  | Deysi Cori PER Peru         | Claudia Amura ARG Argentina | Gabriela Vargas PAR Paraguai |
| Rápido feminino | Claudia Amura ARG Argentina | Deysi Cori PER Peru         | Beatriz Franco COL Colômbia  |

#### Mixed
| Evento       | Ouro                           | Prata                                            | Bronze                                     |
| ------------ | ------------------------------ | ------------------------------------------------ | ------------------------------------------ |
| Blitz misto  | Deysi Cori Jorge Cori PER Peru | Claudia Amura Federico Perez Ponsa ARG Argentina | Gabriela Vargas Axel Bachmann PAR Paraguai |
| Rápido misto | Deysi Cori Jorge Cori PER Peru | Claudia Amura Federico Perez Ponsa ARG Argentina | Gabriela Vargas Axel Bachmann PAR Paraguai |

## Participação
Doze nações participarão do xadrez dos Jogos Sul-Americanos de 2022.
- ARG Argentina
- BOL Bolívia
- BRA Brasil
- CHI Chile
- COL Colômbia
- CUR Curaçau
- PAN Panamá
- PAR Paraguai
- PER Peru
- SUR Suriname
- URU Uruguai
- VEN Venezuela